# Lopadium hepaticicola
Lopadium hepaticicola är en lavart som beskrevs av Döbbeler, Poelt & Vezda 1985. Lopadium hepaticicola ingår i släktet Lopadium och familjen Ectolechiaceae.   Inga underarter finns listade i Catalogue of Life.